# Glacier Lake
Glacier Lake är en sjö i Kanada.   Den ligger i provinsen Alberta, i den centrala delen av landet, 3 100 km väster om huvudstaden Ottawa. Glacier Lake ligger 1 425 meter över havet. Arean är 2,1 kvadratkilometer. Den sträcker sig 1,7 kilometer i nord-sydlig riktning, och 3,7 kilometer i öst-västlig riktning.
Trakten runt Glacier Lake består i huvudsak av gräsmarker. Trakten runt Glacier Lake är nära nog obefolkad, med mindre än två invånare per kvadratkilometer.